# Albert Fuchs (Kulturhistoriker)
Albert Hans Fuchs (* 25. Oktober 1905 in Wien, Österreich-Ungarn; † 29. November 1946 ebenda) war ein österreichischer Jurist und Kulturhistoriker.

## Leben
Albert Hans Fuchs, Sohn des Arztes und Universitätsprofessors Alfred Wilhelm Fuchs († 1927) und seiner Frau Bertha, geb. Ritter († 1929), besuchte das Schottengymnasium und legte die Matura am Gymnasium Wasagasse ab. Seit seiner Schulzeit war er mit Erwin Chargaff befreundet. Anschließend studierte er Rechtswissenschaften an der Universität Wien, unter anderem bei Hans Kelsen, und wurde 1929 zum Dr. iur. promoviert; während des Studiums arbeitete er auch in einer Bank. Danach begann er eine Ausbildung zum Rechtsanwalt. 1933 wurde er Mitglied der Sozialdemokratischen Arbeiterpartei (SDAP) und betätigte sich als Mitorganisator einer Hilfsstelle für deutsche Emigranten in Wien. Nach einem Aufenthalt in Paris vom September 1933 bis Februar 1934 trat er nach seiner Rückkehr nach Wien der von der austrofaschistischen Regierung verbotenen KPÖ bei und wurde 1936 unter dem Decknamen „König“ Leiter des Kreises II (Südwien) der KPÖ in Wien. Im Ständestaat wurde er zweimal verhaftet: April bis Juli 1936 und Juli 1937 bis Februar 1938. Nach dem „Anschluss“ Österreichs konnte er, der als Jude und Kommunist doppelt gefährdet war, im April 1938 noch in die Tschechoslowakei fliehen. In Prag lernte er die Malerin Friedl Dicker kennen. Im Frühjahr 1939 musste er nach dem Einmarsch der Deutschen weiter nach London emigrieren.
Dort wurde Fuchs Mitglied der Exilgruppe der KPÖ (Group of Austrian Communists in Great Britain) und Mitarbeiter der Exilzeitung Zeitspiegel sowie Sekretär und Bühnenautor für das Exilkabarett Laterndl. Ab 1942 wirkte er in Kulturveranstaltungen des „Free Austrian Movement“ mit und verfasste sein kulturhistorisches Hauptwerk „Geistige Strömungen in Österreich 1867–1918“.  Seine Wohnung in London teilte er sich mit Georg Knepler.
Im Herbst 1946 kehrte Fuchs entsprechend den Vorgaben der KPÖ nach Wien zurück, starb jedoch unmittelbar nach seiner Rückkehr an der damals in Wien grassierenden Kinderlähmung.
Sein Nachlass befindet sich Dokumentationsarchiv des österreichischen Widerstandes.

## Werke
- Die Rechtsgeltung. Deuticke, Leipzig/Wien 1933, (Wiener staats- und rechtswissenschaftliche Studien; 22).
- Über österreichische Kultur. Vortrag, gehalten auf der Kulturkonferenz des PEN, London, 1942. Austria Centre, London 1942.
- Bildnis meines Vaters. Aus einem noch unvollendeten Roman. In: H. Ullrich (Hrsg.): Kleines Magazin. Free Austrian Books, London 1943.
- Ein Sohn aus gutem Haus. Autobiographie. Free Austrian Books, London 1943.
- Österreich und die deutsche Kultur. Grundlinien einer künftigen Kulturpolitik. Vortrag vor der österreichisch-tschechoslowakischen Arbeitsgemeinschaft am 8. März 1944. Manuskript.
- Geistige Strömungen in Österreich. 1867–1918. Globus-Verlag, Wien 1949 
mehrere Auflage und Lizenzausgaben, darunter: 
Nachdruck der Ausgabe 1949 mit einer Einführung von Georg Knepler. Löcker, Wien 1978, ISBN 3-85409-000-5. 
Nachdruck der Ausgabe 1949 mit einem Vorwort von Friedrich Heer. Löcker, Wien 1984, ISBN 3-85409-217-2.
- Moderne österreichische Dichter. Globus-Verlag, Wien 1946 
(Darin sind Teile des unveröffentlichten Manuskripts Die österreichische Literatur seit 1890. Studie enthalten.)
- Erinnerungen und Essays. Czernin, Wien 2004, ISBN 3-7076-0170-6, (Bibliothek der Erinnerung; Band 1).

Als Herausgeber und Mitautor
- Die Vertriebenen. Dichtung der Emigration. 37 Poems by Refugee Authors from Austria, Czechoslovakia and Germany. Mit Beiträgen von Erich Fried, Rudolf Fuchs, Max Herrmann-Neiße, Eva Priester, Max Zimmering u. a., Free German League of Culture in Great Britain, London 1941